# الحرية (المنيا)
قرية الحرية هي إحدي القرى التابعة لمركز ملوى بمحافظة المنيا في جمهورية مصر العربية. حسب إحصاءات سنة 2006، بلغ إجمالي السكان في الحرية 6564 نسمة، منهم 3338 رجل و3226 امرأة.